# Île aux Musées (Munich)
Pour les articles homonymes, voir Île aux Musées.
L'île aux Musées (en allemand : Museumsinsel) est une île fluviale de l'Isar à Munich, sur laquelle se trouve le siège principal du Deutsches Museum. C'est l'une des deux îles sur l'Isar à Munich, l'autre étant l'Île Prater.

## Géographie
L'île aux Musées a une superficie de 8,6 hectares avec une longueur de 863 mètres et une largeur allant jusqu'à 197 mètres.
L'île, qui est située près du centre, divise l'Isar pour former le « Grand Isar », canalisé, à gauche et le « Petit Isar », presque naturel, qui a une fonction de déversoir lors des inondations.
L'île se trouve au bord de l'Isarvorstadt, qui appartient aujourd'hui au quartier Ludwigsvorstadt-Isarvorstadt. On y accède des deux côtés par le Ludwigsbrücke et de l'ouest par le Boschbrücke. À l'est, le Zenneckbrücke mène au quartier voisin d'Au-Haidhausen. À l'extrémité sud, l'île aux musées est également accessible par le pont Cornelius.
La partie nord du Ludwigsbrücke appartient au quartier Altstadt-Lehel et est maintenant un petit parc abritant la fontaine du Rhin. 

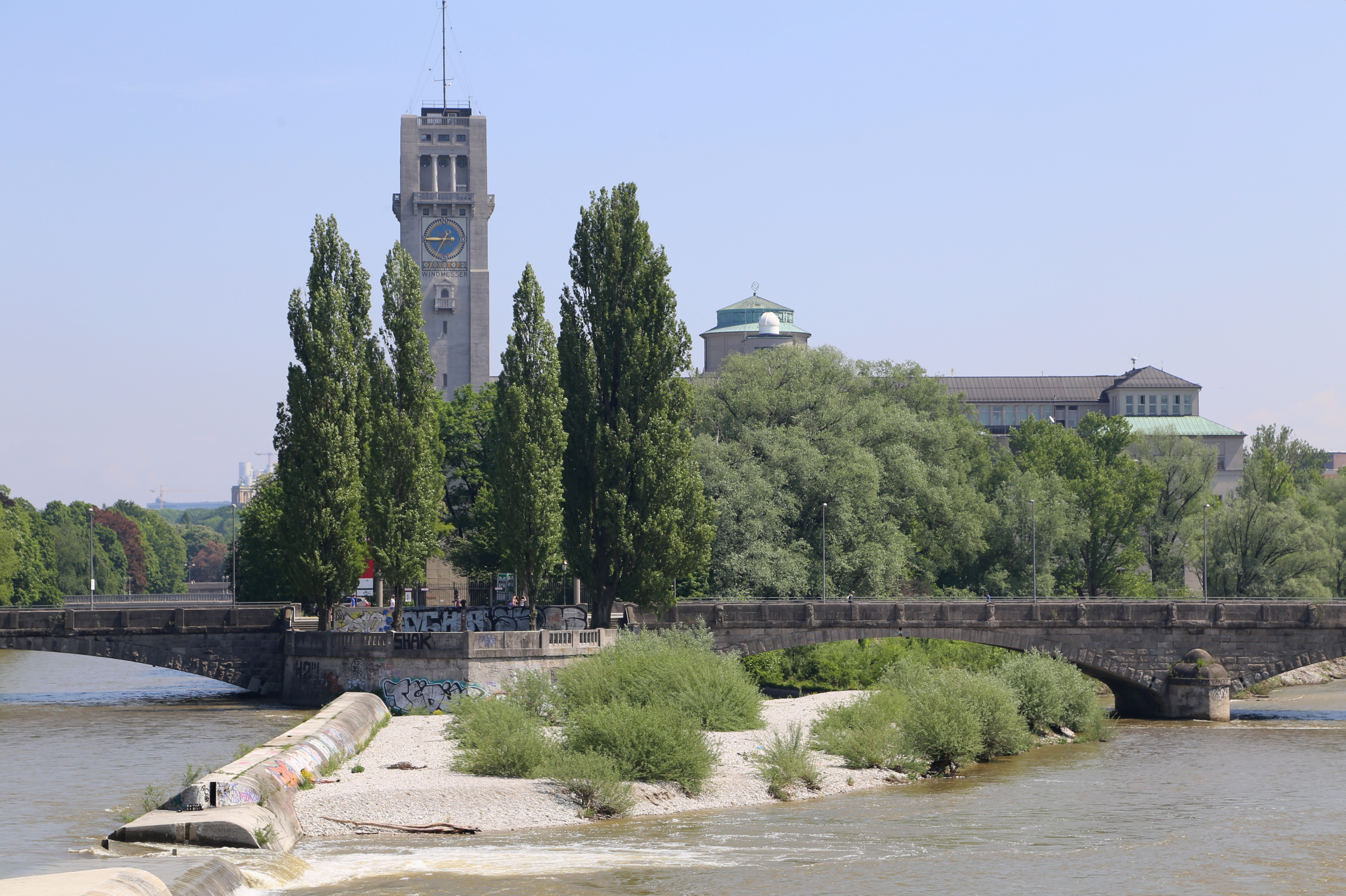
Extrémité sud avec le pont Cornelius
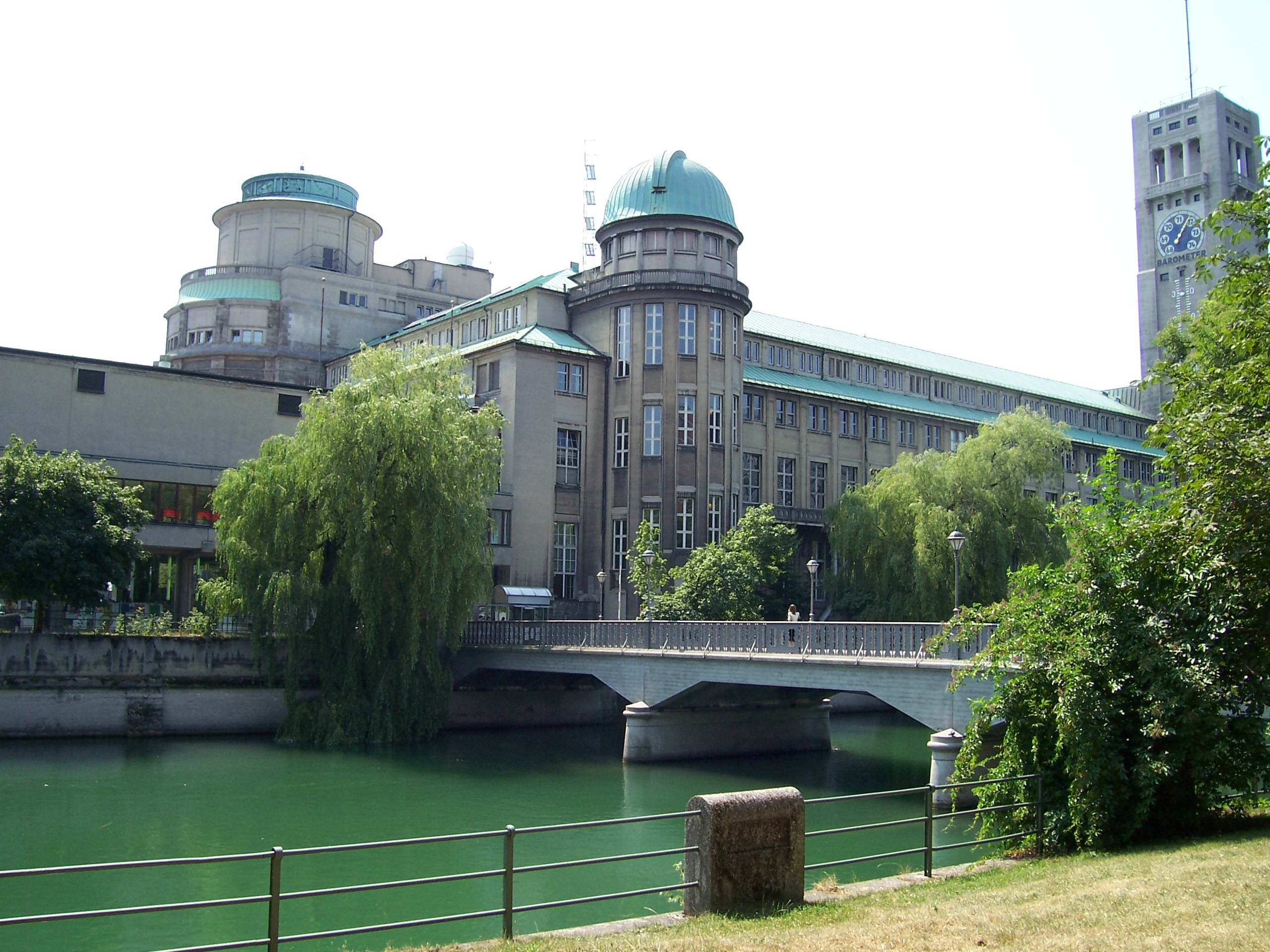
Deutsches Museum avec Boschbrücke
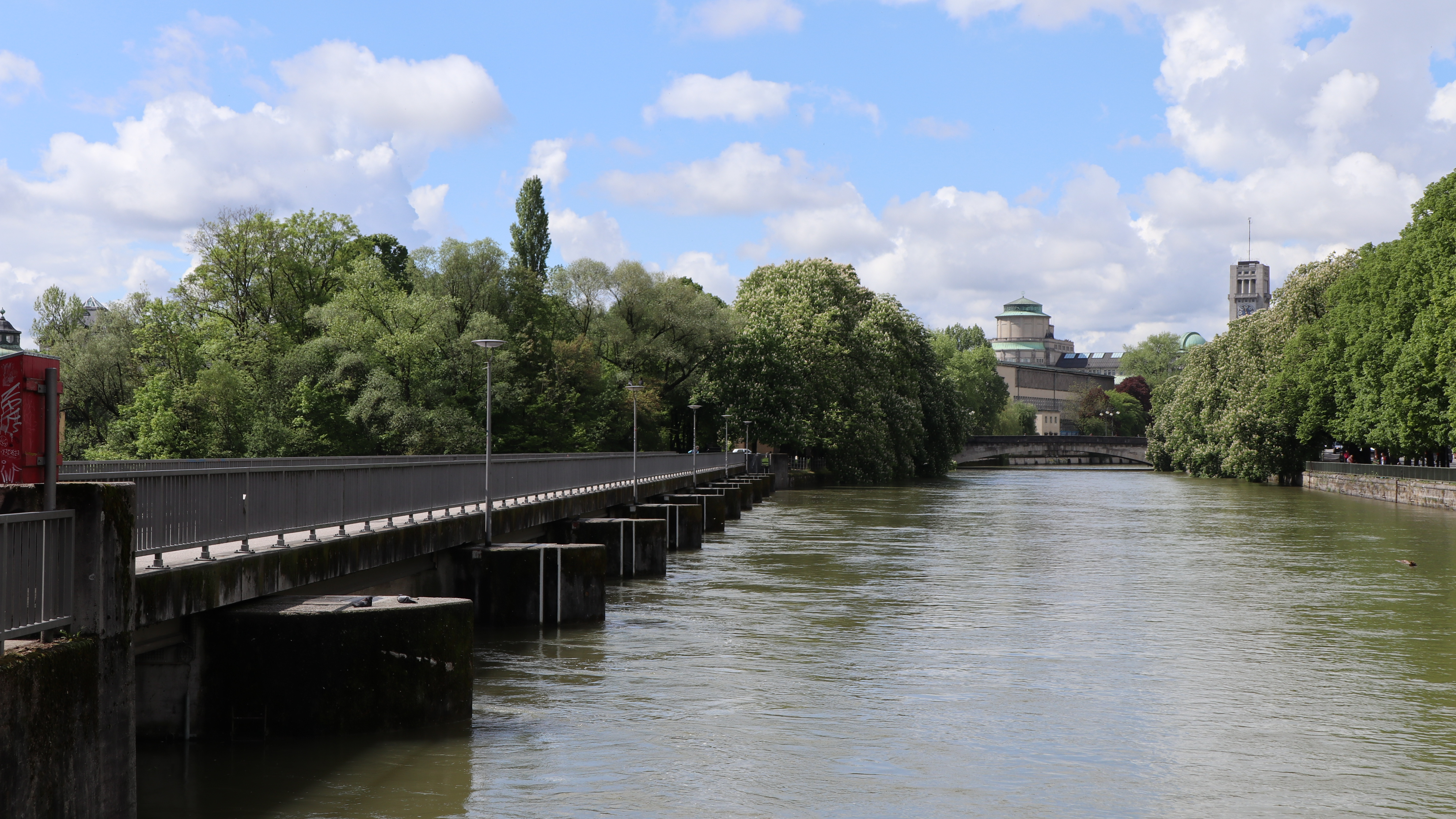
Extrémité nord avec passerelle

## Histoire
Un banc de gravier se forme au cours du Moyen Âge à un endroit sur l'Isar, où le seul pont de l'Isar à Munich, un prédécesseur en bois de l'actuel Ludwigsbrücke, permettait le passage de la route du sel sur l'Isar. Dès le Moyen Âge, le banc de gravier sert de débarcadère de radeaux, sur lequel le bois et le charbon livrés par les radeaux sont déchargés et stockés. En raison de cette utilisation, l'île reçoit le nom d'« Ile du Charbon » (Kohleninsel). Le bras de l'Isar côté ville, la partie canalisée actuelle du fleuve, est également endiguée au Moyen Âge. 

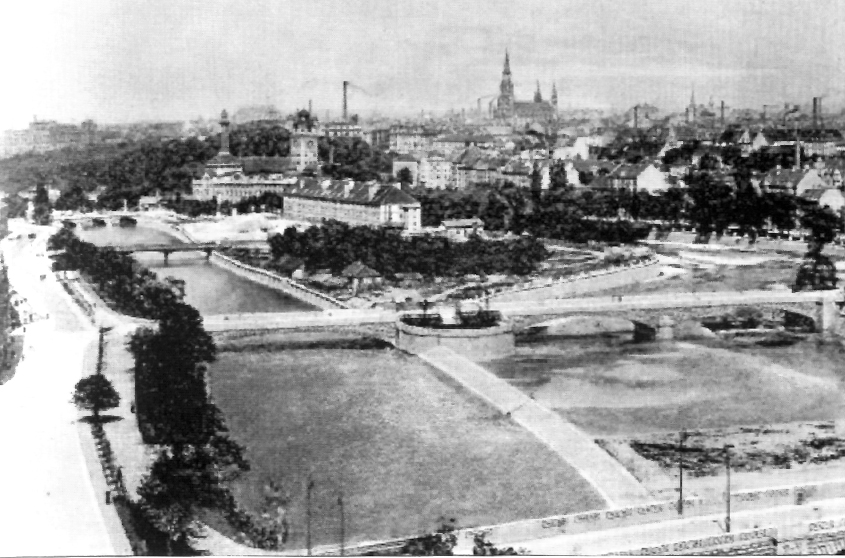
Photo du sud (1900). Au premier plan le pont Cornelius, sur l'île le bâtiment de la caserne.

Le problème des inondations a empêché un règlement rapide de l'île du Charbon. En 1772, des considérations de sécurité font pencher la balance pour construire des casernes et un terrain de parade sur l'île. À droite de l'Isar se trouvait le faubourg d'Au, construit à la fin du XVIIIe siècle. C'était la troisième plus grande ville de Bavière au milieu du XIXe siècle. Elle abritait principalement des couches pauvres de la population et aurait pu être dangereuse pour le siège royal de Munich.
Même au début du XIXe siècle, les crues de l'Isar restaient un risque pour l'île du Charbon. En septembre 1813, le pont de l'Isar s'effondre à nouveau, et plus de 100 passants qui se trouvaient sur le pont se noient. Une partie de la caserne Isar est également touchée par cette inondation. Avec les inondations de 1813, les plans d'un boulevard de l'Isar sur le pont sont également abandonnés.
L'actuel Pont Ludwig est construit en 1828 à la demande du roi Louis Ier, dont il porte également le nom. C'était la première construction d'un pont en pierre de la ville. L'île est ainsi utilisée militairement jusqu'en 1885.
Le transport de bois par radeaux atteint son apogée vers 1870 — à cette époque, l'île du Charbon était le plus grand port de flottage de bois d'Europe. Dans les années 1870, environ 12 000 radeaux débarquaient sur l'île chaque année, le bois était principalement utilisé comme bois de chauffage, mais aussi comme bois de construction. À la fin du XIXe siècle, cependant, le débarcadère est déplacé à Thalkirchen, car l'île du Charbon avait entre-temps été incluse dans la ville.

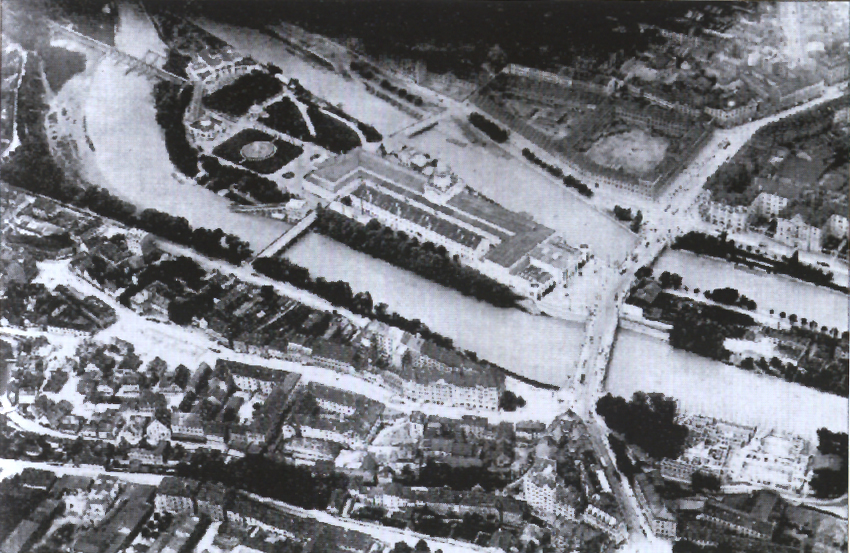
Photographie aérienne de 1898. Les salles d'exposition sont visibles autour du bâtiment de la caserne Isar.

Après le retrait des soldats en 1885, l'île du Charbon est utilisée comme zone de divertissement et d'exposition. Elle est également utilisée comme parc de festivals et station balnéaire. En 1898, le « II. Kraft- und Arbeitsmaschinenausstellung München » y a lieu. Un bâtiment d'exposition néoclassique, qui comprenait également l'ancienne caserne de l'Isar, est construit à cet effet. Deux ponts piétons — les précurseurs des ponts Bosch et Zenneck d'aujourd'hui — sont construits à mi-hauteur de l'île depuis les rives gauche et droite de la rivière. La « première exposition sportive allemande » est également présentée dans le complexe en 1899. La même année, une inondation détruit plusieurs ponts de l'Isar et les bâtiments de l'île.
En conséquence de cette dernière inondation, l'île est protégée des inondations sur le modèle de l'Île de la Cité à Paris. Au cours de ces mesures, le pont Cornelius actuel a été construit à l'extrémité sud de l'île. Avec l'agrandissement, le site est devenu un terrain constructible attrayant. Diverses propositions sont discutées, par exemple, l'ingénieur Theodor Lechner envisageait la construction d'une gare.
Au printemps 1903, Oskar von Miller a l'idée d'un musée technique national. L'idée est bien accueillie dans tout l'empire, même par l'Empereur Guillaume II. Dès l'automne 1903, la mairie de Munich décide de mettre gratuitement à disposition l'île pour le chantier et de sécuriser le prestigieux projet de construction du musée. Au printemps 1906, le nouveau bâtiment du musée, désormais connu sous le nom de « Musée allemand des chefs-d'œuvre des sciences naturelles et de la technologie », fait l'objet d'un appel d'offres. Le gagnant, en novembre 1906, est un dessin du célèbre architecte Gabriel von Seidl.

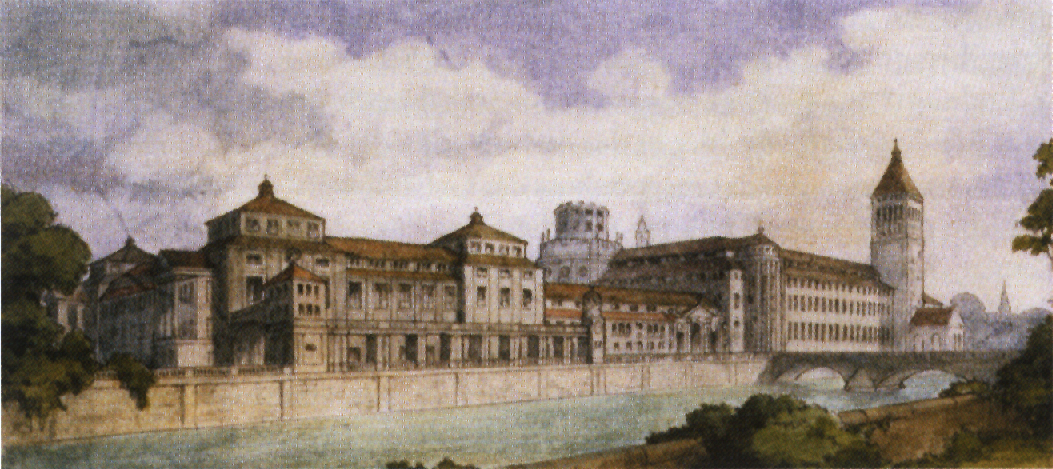
Conception du Deutsches Museum par Gabriel von Seidl (1906).

La suite de l'histoire de l'île du Charbon à partir de 1906 est identique à l'histoire de la construction du Deutsches Museum. La pose de la première pierre a lieu le 13 novembre 1906 par Guillaume II. Interrompue par la Première Guerre mondiale et les bouleversements politiques et économiques de l'après-guerre, la construction s'éternise jusqu'en 1925. Le 7 mai 1925 — pour le 70e anniversaire d'Oskar von Miller — le nouveau bâtiment du musée est inauguré. Pendant la Seconde Guerre mondiale, plus de 80 % de la structure du bâtiment est détruite par les bombardements. Après la fin de la guerre, la reconstruction du Deutsches Museum commencé et il ré-ouvre en octobre 1947.
La partie de l'île aux Musées située au nord du Ludwigsbrücke, sur laquelle plusieurs bâtiments se dressaient au XIXe siècle, était également appelé Kalkinsel dans la population d'après un four à chaux construit en 1865, à ne pas confondre avec la péninsule adjacente à l'est abritant le Müllersches Volksbad, qui était appelé Kalkofeninsel. L'exploitation du four à chaux a été arrêtée en 1906 après une inondation. Aujourd'hui, la partie de l'île est inexploitée à l'exception de la fontaine du Vater-Rhein, installée en 1932, et fait partie de la zone de protection du paysage sur l'Isar.

## Littérature
- Hans-Luidger Dienel : Le Musée Allemand et son histoire, Deutsches Museum, Munich, 1998
- Peter Klimesch: Isarlust - Discoveries in Munich, Maison d'édition de Munich, Munich 2011  (ISBN 978-3-937090-47-4). Avec un essai sur l'île aux musées et l'Isar après la renaturation.
- Peter Klimesch : Îles Isar de Munich - Passé, présent et futur. (Au nord de l'île aux musées avec la fontaine du Père Rhin.) Dans : Ralf Sartori (éd.) : Le nouvel Isar, tome 4. Munich 2012  (ISBN 978-3-86520-447-9).